# Fire Døre
De Fire Døre og Fyrre Poster (Tyrkisk: Dört Kapı Kırk Makam) er et sufistisk koncept, der udgør fundamentet i alevismen. De Fire Døre findes også i andre sufistiske trosretninger såsom mevlevi-ordenen og ismaili-shiismen.
I alevismen er det målet at nå igennem alle disse døre, for at kunne opnå stadiet af İnsân-ı Kâmil (Det Perfekte Menneske). Hver af de fire døre består af ti poster, som samlet giver fyrre poster. Indholdet af De Fire Døre findes i adskillige skriftlige kilder, hvor de fremgår grundlæggende ens dog med mindre variationer af og til. Én version ser således ud:
| 1. Şeriat (Shariah) - 1. At tro og oprigtigt anerkende (iman) sin religion. - 2. At lære videnskab (ilim). - 3. At bede. - 4. At leve af sin egen indtjening, ikke at leve af [økonomisk] overdrivelse [og] rente. - 5. At afholde sig fra ulovligheder (haram). - 6. Ikke at være tæt på sin kone, når hun er i "uren" tilstand. - 7. At indtræde "huset af Şeriat". - 8. Medfølelse. - 9. At spise og beklæde sig rent (pâk). - 10. At befale godheder. | 2. Tarikat (Tariqah) - 1. At knytte sig til en murshid og angre. - 2. At blive talip (søgende, vejfarende) - 3. Ikke at gå op i verdslige goder, men at fokusere på velgørenheder i verden. - 4. At være tålmodig. - 5. Ærbødighed. - 6. Frygt. - 7. Ikke at miste tilliden til Gud. - 8. [At søge efter] den sande vej. - 9. At kunne tilpasse sig i sine omgivelser, at lytte til gode råd og være hengiven. - 10. Kærlighed, stræben og glæde. | 3. Marifet (Marifah) - 1. Gode manerer. - 2. Højtidelighed. - 3. Tålmodighed. - 4. Tilfredshed [ikke at være grådig]. - 5. At være forlegen. - 6. Ædelmodighed. - 7. Viden(skab). - 8. At underkaste sig og være samtykkelig. - 9. Guddommelig viden. - 10. At kende sig selv. | 4. Hakikat (Haqiqah) - 1. At være [som] "jord" [at være beskeden]. - 2. Viljestyrke. - 3. At beherske sine hænder, tunge og lænd. - 4. [ikke angivet]. - 5. Tillid til Gud. - 6. Samtale. - 7. Hemmelighed. - 8. Samtykke. - 9. Tanke. - 10. Ikke at fjerne længslen til Gud fra ens hjerte. |

I alevismen tros der på, at De Fire Døre stammer fra Muhammed og Ali. Baggrunden for dette koncept er eksistensen af zâhir (eksoterisk aspekt) og bâtın (esoterisk aspekt), som er to aspekter af religionen. Alevismen hævder nemlig, at der findes en ydre og en indre side af islam. Den ydre og synlige side er åbenbar for alle, og er en række dogmatiske love og regler, som har til formål at tæmme det ellers "vilde og primitive" menneske. Denne side af religionen kaldes Şeriat og er blevet åbenbaret af profeten Muhammed for hele menneskeheden. Den åbenlyse side af religionen betegnes også ofte blot zâhir. Men den indre side (bâtın) af islam er ifølge alevismen ikke åbenlys og heller ikke forståelig for alle og enhver. Derfor oplyses den kun til en begrænset gruppe mennesker. I alevismen er denne opgave varetaget af De Tolv Imamer, og især af den første Imam, Ali, som har fungeret som den primære varetager af denne opgave. Denne skjulte side findes i Tarikat-konceptet, som både er en generel betegnelse for hele den "vej", der udspringer af Şeriat (det vil sige Tarikat-Marifet-Hakikat), men også alene en betegnelse for dør nummer to i hele systemet.
I alevismen har hele formålet med Muhammeds profetskab været, udover at være Guds sendebud til menneskeheden, at formidle den synlige del af islam. Den synlige del (zâhir) forbindes således med profetskab (nübüvvet). Og dette har nødvendiggjort velâyet-stillingen, som findes hos De Tolv Imamer. To ofte benyttede alevitisk-bektashitiske ordsprog lyder:
 "Nebîler kendilerini göstermekle yükümlüdür, velîler ise gizlemekle yüklümüdür."
"Profeter (nebî) er pålagt funktionen at vise, mens formyndere (velî) fungerer ved at skjule."

og
 "Âşık söylemezse ölür, ârif söylerse ölür."
"Elskeren dør hvis han ikke ytrer sig, men "mystikeren" dør hvis han ytrer sig."

Sammenhængen mellem profetskab (nübüvvet) og formynderskab (velâyet) findes i beretningen om profetens himmelfart (Mi'raç). Her fik Muhammed 90.000 guddommelige "ord" (kelâm) at vide, hvoraf 30.000 af disse var åbenlyse (zâhir), mens de resterende 60.000 var skjulte (bâtın). De åbenlyse ord har derefter lagt grundlaget for Şeriat, mens de 60.000 blev fundamentet for de resterende døre i konceptet.
Følgende udsagn attribueret til Muhammed er en reference til De Fire Døre:
 "The Shariah are my words (aqwal), the Tariqah are my actions (amal), and the Haqiqah is my interior states (ahwal)."
" Şeriat er mine ord, Tarikat er mine handlinger og Hakikat er mine indre tilstande."

De Fire Døre refererer også til at man skal søge efter Gud i sit indre. Profeten Muhammed har i denne sammenhæng berettet:
 "Man 'arafa nafsahu faqad 'arafa rabbahu."
"Enhver der kender sit selv, kender sin Herre [Gud]."

Der er generelt enighed om, at det er nødvendigt at følge disse døre for at opnå den ultimative sandhed (Hakikat), og at mennesker godt kan befinde sig på forskellige stadier i denne proces. De Fire Døre anses ikke som en udviklingsproces, som alle mennesker på et tidspunkt i livet vil nå igennem, men som en "sti", der bliver smallere og sværere at følge for hver post man ankommer til. De Fire Døre har således færre gængere jo længere fremme man er på stien. Derfor er det kun langt de færreste mennesker, som menes at have opnået den ultimative sandhed (Hakikat).
Men blandt alevitter er der adskillige aspekter ved De Fire Døre som fortolkes på forskellige måder. Et af de mest centrale uenigheder vedrører forståelsen af den første dør, Şeriat. Det traditionelt herskende syn har været, at Şeriat erstattes med Tarikat, når en person når til dette stadie. For dette har baggrund i alevismens princip om at "dø inden man dør" (Tyrkisk: ölmeden önce ölmek) – et princip som har rod i profeten Muhammeds udsagn: "Mutu qabla anta mutu". At "dø inden man dør" kræver at man slår sine lyster ihjel, hvilket symboliseres ved initiationen i Tarikat. Men lysterne kan dog først helt tilintetgøres ved opnåelsen af Hakikat-stadiet.
Nogle påstår imidlertid, at man i alevismen altid opretholder Şeriat, men at alevismens Şeriat-forståelse bare er forskellig fra den generelt anerkendte form for Şeriat.